# Museu del Disseny
Das Museu del Disseny (‚Museum für Gestaltung‘) ist ein Ableger des Institut de Cultura de Barcelona und umfasst die Sammlungen des Museu de les Arts Decoratives (‚Kunstgewerbemuseums‘), Museu de Ceràmica (‚Keramikmuseum‘), Museu Tèxtil i d’Indumentària (‚Textil- und Kleidungsmuseum‘) und des Gabinet de les Arts Gràfiques.
Das Museum hat seinen Ursprung in der 1932 im Palau Reial de Pedralbes eingerichteten Sammlung des Museu de les Arts Decoratives. Die Museumsgemeinschaft in der heutigen Form als Disseny Hub Barcelona (‚Designzentrum Barcelona‘) wurde 2014 eröffnet.